# 伊格拉德瓦尔加斯
伊格拉德瓦尔加斯，是西班牙埃斯特雷马杜拉巴达霍斯省的一个市镇。总面积68平方公里，总人口2118人（2001年），人口密度31人/平方公里。